# Köprübaşı, Manisa
Köprübaşı là một huyện thuộc tỉnh Manisa, Thổ Nhĩ Kỳ. Huyện có diện tích 318 km² và dân số thời điểm năm 2007 là 9851 người, mật độ 31 người/km².